# Anas theodori
Espèce
Statut de conservation UICN

 EX  : Éteint
Anas theodori est une espèce d'oiseaux de la famille des Anatidés aujourd'hui disparue et autrefois endémique des Mascareignes, dans l'océan Indien.

Le nom de cet oiseau rend hommage au naturaliste français Théodore Sauzier (1829-1904).
Sa présence à l'île Maurice est attestée par des os qui ont été retrouvés sur place mais aussi par un certain nombre de récits d'explorateurs. En 1681, l'un d'entre eux affirme ainsi que des « sarcelles grises » vivaient « en grand nombre » sur les lacs et les plus petits plans d'eau que l'on trouve en forêt. Elles furent visiblement très chassées puisqu'elles étaient déjà rares en 1693 et furent mentionnées vivantes pour la dernière fois dès 1696.
L'existence de Anas theodori à La Réunion serait moins certaine, seuls les récits témoignant de la présence d'oiseaux de ce type sur l'île : aucun os n'aurait été trouvé. Les oiseaux mentionnés se sont éteints au plus tard en 1710.